# Социология труда
Социология труда — отрасль социологии, изучающая социально типичные процессы, которые находят своё выражение в отношении человека к труду, его социальной активности, взаимоотношениях людей и социальных групп в производственных коллективах. В узком смысле социология труда исследует поведение работодателей и наемных работников в ответ на действие экономических и социальных стимулов к труду.
Социология труда тесно связана с такими экономическими науками как макро- и микроэкономика, экономика предприятия, статистика, организация производства и отраслевыми социологическими дисциплинами — социологией организаций, социологией управления, экономической социологией.

## История социологии труда
В начале XIX века появились первые научные работы по исследованию труда, носившие эмпирический характер.
Во второй половине XIX века появились первые систематические работы по исследованию труда. Цель таких исследований, начатых американским инженером Фредериком Тейлором, состояла первоначально в поиске методов рационального выполнения производственных операций. Впоследствии возникло научное направление, получившее название «научная организация труда». В рамках данного научного направления возникли понятия «нормирование труда», «заработная плата», «профессиональный отбор» и др. Большой вклад в развитие отечественной социологии труда внес руководитель Центрального института труда Алексей Гастев.
Впоследствии на формирование социологии труда оказали большое влияние такие науки как экономика, математика, статистика, физиология и психология человека, правоведение и др.

## Понятия социологии труда
В социологии труда выделяют такие понятия, как содержание труда и характер труда. Под определением содержания труда понимают выявление в конкретной определенности трудовых функций, обусловленных техникой, технологией, организацией производства и мастерством работника. Под характером труда понимают метод соединения производителя со средствами производства.
В число основных понятий данной отрасли социологии входит понятие труд и удовлетворенность трудом.
Труд — это деятельность субъекта, направленная на опережающее удовлетворение его потребностей, в системе общественного разделения производительных функций. Удовлетворённость трудом — оценка индивидом собственного положения в системе общественного разделения труда.